# Bromid titaničitý
Bromid titaničitý, TiBr4, je oranžová až hnědá krystalická látka. Jde o nejtěkavější bromid přechodného kovu. Jeho vlastnosti se pohybují mezi chloridem a jodidem titaničitým. Je diamagnetický, což odpovídá d0 konfiguraci titaničitého kationtu.

## Příprava a struktura
Lze ho připravit několika metodami, přímou reakcí z prvků, bromací oxidu v přítomnosti uhlíku (analogie Krollova procesu) nebo bromací chloridu titaničitého:
Ti + 2 Br2 → TiBr4
TiO2 + 2 C + 2 Br2 → TiBr4 + 2 CO
3 TiCl4 + 4 BBr3 → 3 TiBr4 + 4 BCl3
Má tetraedrickou geometrii.

## Reakce
Vytváří adukty typu TiBr4(THF)2 a [TiBr5]−. S objemnými ligandy, např. 2-methylpyridinem, vytváří pětikoordinované adukty. TiBr4(2-MePy) má tvar trigonální bipyramidy, pyridinový ligand je v ekvatoriální rovině.
Využívá se jako Lewisova kyselina v organické syntéze.
Bromid a chlorid titaničitý spolu reagují za vzniku směsi halogenidů TiBr4−xClx (x = 0–4). Přesný mechanismus reakce není znám, ale pravděpodobně dochází ke vzniku dimerního meziproduktu.

## Bezpečnost
Bromid titaničitý reaguje prudce s vodou za vývoje bromovodíku.